# キングフィッシャー (小売業)
キングフィッシャー (英: Kingfisher plc) は、イギリスに拠点を置く国際小売企業グループ。ヨーロッパ地域・ロシア・トルコの10カ国で約1,280の店舗を展開し、78,000人の従業員を有する。以前は様々な小売りチェーンを所有していたが、現在はDIY市場に特化している。ロンドン証券取引所に上場している。

## 沿革
キングフィッシャー・グループは1982年にパタノスター・ストアーズ社（Paternoster Stores Ltd）がイギリスにおけるウールワース・グループを買収して創業し、その後ウールワース・ホールディング社（Woolworths Holdings plc）と改名した。続いてDIYチェーンのB&Qや薬局のスーパードラッグ、電器量販のコメット・グループ（Comet Group plc）、レコード販売のMVC（Music and Video Club）等を買収。1989年にキングフィッシャー（Kingfisher plc）と改名した。
さらにフランスのDIYチェーンのカストラマ（Castorama）、BUT、ドイツの電器販売のヴェゲルト（Wegert）など欧州の流通を買収し、イギリス最大の小売業チェーンに成長した。1999年にイギリス最大のスーパーマーケットASDAを買収しようとしたが、アメリカのウォルマートに阻止された。カストラマの支配権を巡った争議の後、2001年には株価等の圧力もあり、ウールワースを含むグループを分割せざるを得ず、2003年には電器量販事業を分割し「KESA」グループを形成した後、キングフィッシャー・グループはDIY事業に特化することとなった。
現在、キングフィッシャー・グループ傘下の企業は：
- B&Q：イギリスで運営。
- カストラマ（Castorama）：フランス、イタリア、ポーランド、ロシア
- ブリコ・デポ（Brico Dépôt）：フランス、スペイン
- スクリューフィックス・ダイレクト（Screwfix Direct Ltd.）
- KOCTAS：トルコ
- ホーンバッハDIY（Hornbach DIY）：キングフィッシャーが21%の株式を保有。